# 迪奥尔-巴尚
迪奥尔-巴尚（法語：Duhort-Bachen，法語發音：[dyɔʁ baʃɛ̃]）是法国朗德省的一个市镇，位于该省东部，属于蒙德马桑区。该市镇于1844年由原市镇迪奥尔（Duhort）和巴尚（Bachen）合并而成。

## 地理
迪奥尔-巴尚（43°43'29"N, 0°19'23"W）面积34.17 平方千米，位于法国新阿基坦大区朗德省，该省份为法国西南部沿海省份，是法國本土面积第二大的省，北起吉倫特省，西临大西洋，南至大西洋比利牛斯省，东临热尔省，东北与洛特-加龍省接壤。
与迪奥尔-巴尚接壤的市镇（或旧市镇、城区）包括：阿杜尔河畔艾尔、巴于斯苏比朗、阿杜尔河畔卡泽尔、克拉桑、厄热尼莱班、勒南。
迪奥尔-巴尚的时区为UTC+01:00、UTC+02:00（夏令时）。

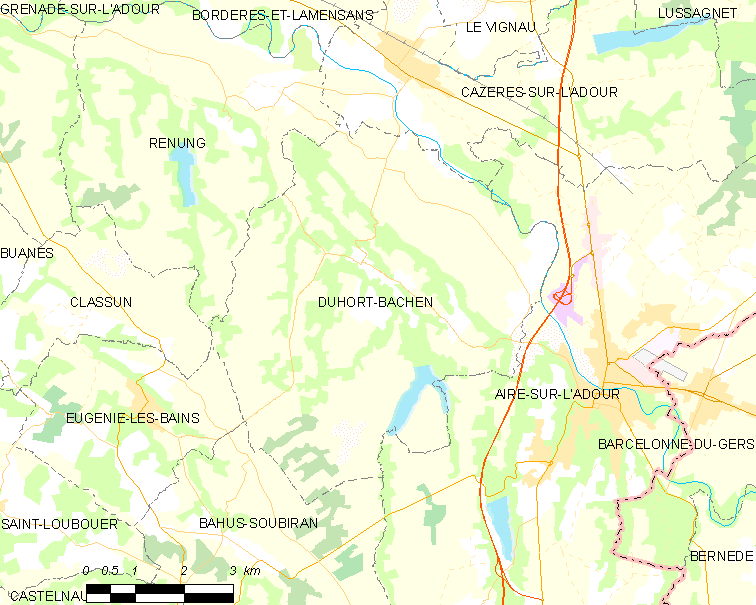
迪奥尔-巴尚的OSM定位图

## 行政
迪奥尔-巴尚的邮政编码为40800，INSEE市镇编码为40091。

## 政治
迪奥尔-巴尚所属的省级选区为阿杜尔-阿马尼亚克县。

## 人口

1962-2008年间迪奥尔-巴尚人口变化图示

迪奥尔-巴尚于2022年1月1日时的人口数量为682人。